# Ornithocephalus bonitensis
Ornithocephalus bonitensis är en orkidéart som först beskrevs av Dodson, och fick sitt nu gällande namn av Antonio Luiz Vieira Toscano. Ornithocephalus bonitensis ingår i släktet Ornithocephalus och familjen orkidéer. Inga underarter finns listade i Catalogue of Life.